# 冨士屋旅館

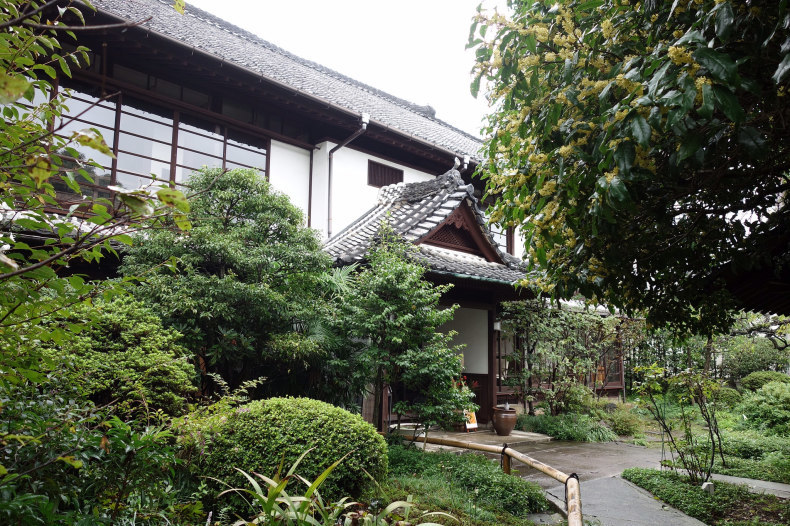
冨士屋旅館主屋

冨士屋旅館（ふじやりょかん）は、かつて大分県別府市大字鉄輪の鉄輪温泉にあった旅館である。主屋、石垣、石段、前門が国の登録有形文化財に登録されている。
旅館としての営業は1996年（平成6年）に終了。ギャラリーとして再生されて2005年（平成15年）からは冨士屋Gallery 一也百（はなやもも）となっている。

## 登録有形文化財

### 冨士屋旅館主屋
主屋は、1898年（明治31年）に建てられたもので、木造2階建瓦葺。建築面積は361m2。南北に延びた寄棟造・木造2階建て本館部の南側に、東西に延びる寄棟造・木造2階建ての棟が設けられている。建築当初は本館部東面を正面とし中央に入母屋造の式台玄関があったが、大正時代に南面に入母屋造の玄関が増築された。

### 冨士屋旅館前門
前門は、主屋と同じく1898年（明治31年）に建てられたもので、主屋の旧東面玄関に向き合う場所に位置する。間口の幅が1間（2.1m）の1間1戸・桟瓦葺の薬医門である。

### 冨士屋旅館石段
石段も、主屋と同じく1898年（明治31年）に造られたもので、敷地東側の石畳の道路と前門の間に位置する。段数は14段、間口は前門に合わせて2.1mとされている。踏石には幅約40cm、厚さ約15cmの板石が用いられ、側石には約15cm角の長石が用いられている。石段の北面は亀甲積みに近い石積み面とされている。

### 冨士屋旅館石垣
石垣も、主屋と同じく1898年（明治31年）に造られたもので、敷地の東側に延長約71mにわたってジグザグ状に設けられている。途中に1箇所の石段があり、石垣の南端から石段の北約3mまでは亀甲積みに近い石積みとされ、そこから北側は自然石の乱積みとされている。